# Eliza Schneider
Eliza Jane Schneider (3 de febrero de 1978) es una actriz, cantante, historiadora y autora estadounidense, es una mujer de diversas voces. Se le puede escuchar en la serie animada de Comedy Central: South Park como Wendy Testaberger, Shelly Marsh, La directora Victoria, la Alcaldesa McDaniels, la Sra. Cartman, la Sra. Crabtree, Sharon Marsh y Carol McCormick, entre otros.  También hizo las voces de la mayoría de los personajes femeninos del show animado de MTV 3-South.

## Biografía
Schneider ha recorrido el mundo, recolectando más de 1000 grabaciones de dialectos, varias de las cuales son usadas en sus CD y Shows solistas. Ha representado diferentes personajes en NBC, Spy TV, y la película Lo que ellas quieren de Mel Gibson, además de varias voces en videojuegos (como Kingdom Hearts) y películas de Disney (Buscando a Nemo). Llamada por la prensa la "Reina de las mañanas de los sábados" ha protagonizado dos Series mañaneras de la CBS, el programa ganador de Premios Emmy El mundo de Beakman y The Amazing Live Sea Monkeys de Howie Mandel, para el cual también escribió música.
Terminó de grabar el álbum para niños "Rusty, Lulu and Magical Izzy", el cual Coprodujo y coescribió con Debi Derryberry y E.G. daily. Su Show solista USA 911 le ganó la inclusión al "California Arts Council's Touring Artist Roster" y Road Trip le fue premiado con el premio de los críticos por una actuación asombrosa, sin importar su estatus de "trabajo por siempre en desarrollo".
El actual show solista de Schneider Freedom of Speech es un documental con 34 personajes de su viaje de 317,000 millas a través de los Estados Unidos en una ambulancia disfrazada, en una misión para definir la cultura de ese país. Alumna de UCLA en artes mundiales y departamento de cultura y de la escuela de música Eastman, Eliza canta y toca el violín en varias bandas, incluyendo el trío de country Honeypig, la banda punk de LA Gefilte Fuck y las bandas de rock electrónico Electric Skychurch y Bluegirl una rock opera escrita por ella le ganó la inclusión en la edición de "lo mejor de LA en 2000" del periódico "LA New Times"
Ella ha actuado en docenas de obras, incluyendo los papeles titulares en Antigone (Chicago) y Agnes of God (New York) y ha dirigido dos. Está actualmente colaborando con el dialectólogo Robert Easton en la publicación de su exhaustiva investigación de dialectos.

### En Inglés
- Sitio oficial de Eliza Schneider Eliza Jane
- Fotografías Pictures Archivado el 6 de enero de 2007 en Wayback Machine.
- Eliza Schneider en Internet Movie Database

- Datos: Q270128
- Multimedia: Eliza Schneider / Q270128